# 谢西 (塞纳-马恩省)
谢西（法語：Chessy，法語發音：[ʃɛsi] ⓘ）是法國塞纳-马恩省的一个市镇，属于托尔西区。巴黎迪士尼樂園度假區位于谢西境内，从马恩拉瓦莱-谢西站站乘坐法兰西岛大区快铁A线只需約30分钟即可抵達巴黎市中心。

## 地理
谢西（48°52'49"N, 2°45'48"E）面积5.74 平方千米，位于法国法蘭西島大區塞纳-马恩省，位於巴黎東側，距离巴黎市中心约30.6公里。
与谢西接壤的市镇（或旧市镇、城区）包括：塞里斯、沙利费尔、库夫赖、当马尔、蒙泰夫兰。
谢西的时区为UTC+01:00、UTC+02:00（夏令时）。

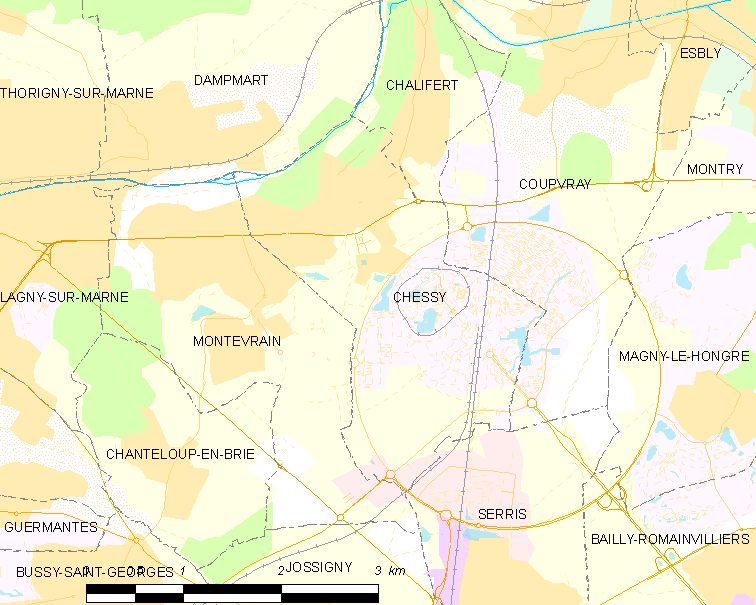
谢西的OSM定位图

## 行政
谢西的邮政编码为77700，INSEE市镇编码为77111。

## 政治
谢西所属的省级选区为塞里斯县。

## 人口

1962-2008年间谢西人口变化图示

谢西于2022年1月1日时的人口数量为7242人。